# Wesley Onguso
Wesley Onguso là một cầu thủ bóng đá người Kenya thi đấu cho Gor Mahia F.C., và cũng là tuyển thủ quốc gia Kenya.

## Gor Mahia F.C.
Năm 2018 Wesley Onguso gia nhập gã khổng lồ của Kenya Gor Mahia F.C.

## Western F.C
Wesley Onguso gia nhập Western Stima vào ngày 30 tháng 6 năm 2016, theo dạng chuyển nhượng tự do sau khi thi đấu với Al-Malakia Sudan.

## Sự nghiệp quốc tế
Wesley Onguso ra mắt quốc tế vào ngày 3 tháng 12 năm 2017 trước Rwanda tại Sân vận động Bukhungu, Kakamega, trận đấu kết thúc với tỉ số 2-0 